# Пустельники (Львовская область)
Пустельники (укр. Пустельники) — село в Лопатинской поселковой общине Шептицкого района Львовской области Украины.

## История
18 июля 1944 года — 19 июля 1944 года в боях за село пулеметчик роты 209-го стрелкового полка 162-й стрелковой дивизии 13-й армии 1-го Украинского фронта младший сержант Грабовляк Григорий Петрович из станкового пулемета неоднократно отражал контратаки противника, уничтожил более 20 гитлеровцев, подавил несколько огневых точек. 8 сентября 1944 награждён орденом Славы 3 степени (в составе 209-го полка был награждён 3-й степенью ордена Славы)
Население по переписи 2001 года составляло 42 человека. Занимает площадь 0,332 км². Почтовый индекс — 80263. Телефонный код — 3255.